# 쓰바코촌
쓰바코촌(椿子村)은 일본 후쿠오카현 우키하군에 설치되었던 촌이다. 현재의 우키하시의 일부에 해당한다.

## 역사
- 1889년 4월 1일 - 정촌제 시행에 의해 이쿠하군 쓰바코촌이 성립하였다.
- 1896년 4월 1일 - 우키하군이 되었다.
- 1929년 4월 1일 - 우키하촌과 합병해 미유키촌이 성립하여 폐지되었다.

## 참고문헌
- 角川日本地名大辞典 40 福岡県
- 『市町村名変遷辞典』東京堂出版、1990年。